# Rapport de compétence
 (janvier 2017).
Si vous disposez d'ouvrages ou d'articles de référence ou si vous connaissez des sites web de qualité traitant du thème abordé ici, merci de compléter l'article en donnant les références utiles à sa vérifiabilité et en les liant à la section « Notes et références ».
Le rapport de compétence ou les interactions sont fondées sur l'expertise et la demande d'expertise, est la relation qui engage des personnes les unes par rapport aux autres, en termes de capacités et d'habiletés (savoirs, savoir-faire, savoir-être). Ce rapport a différentes conséquences, selon la situation et les désirs des personnes (rivalité, jalousie, velléités de pouvoir, fascination, admiration, envie, respect, crainte, attribution d'autorité, légitimité à faire autorité, etc).

## Sans cadre défini
Toutes les conséquences sont possibles : la personne qui entre dans un rapport de compétence démontre la positivité de sa démarche à l'égard d'autrui et du groupe. Mal comprise, cette démarche occasionne des phénomènes sociaux négatifs, qui tiennent effectivement d'autrui ou du groupe ; comprise, cette démarche a un effet d'entraînement positif pour autrui ou le groupe.

## Dans un cadre défini
Les règlements et structures permettent aux rapports de compétence d'engendrer des relations positives entre les personnes. Ce sont les buts, les objectifs et les actions communs qui permettent à chacun de mettre ses compétences au service du groupe, sauf à souffrir d'abus d'autorité (autoritarisme) ou de pressions du groupe (conformisme).
Les rapports de compétence sont à la base des relations d'autorité saines.